# Augustiner-Chorherrenstift Sadská

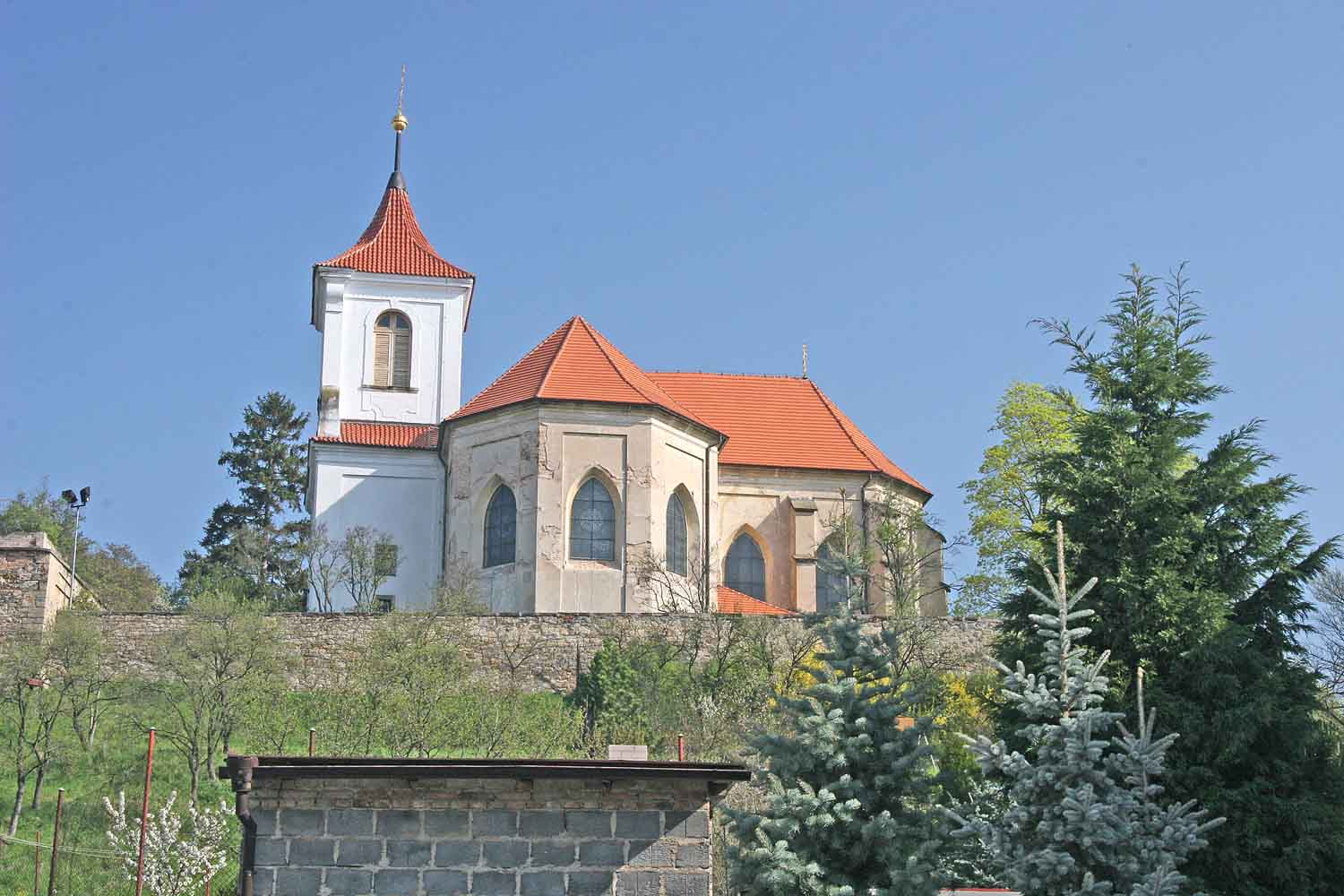
Kirche St. Apollinaris

Das ehemalige Augustiner-Chorherrenstift Sadská (tschechisch Augustiniánsky klášter v Sadské, auch klášter augustiniánů kanovníků; lateinisch Monasterium sancti Appollinaris in Saczka canonicorum regularium sancti Augustini) wurde 1362 durch den Prager Erzbischof Ernst von Pardubitz in Sadská gegründet. Es gehörte zum Archidiakonat Kouřim im Erzbistum Prag und lag im Bunzlauer Kreis im Königreich Böhmen.

## Geschichte
In Sadská befand sich seit dem Jahre 1117 das von Herzog Bořivoj II. gegründete Kollegiatstift St. Apollinaris. Da er Priester werden und im Ausland studieren sollte, erhielt der spätere Erzbischof Ernst von Pardubitz in jungen Jahren eine Pfründe an diesem Kollegiatstift. Nach der Rückkehr aus Italien wurde er zum Dechanten von St. Apollinaris ernannt. 1362 verlegte Kaiser Karl IV. das Kollegiatstift Sadská in die kurz zuvor gegründete Prager Neustadt auf die Anhöhe Větrov (Windberg).
Ebenfalls 1362 gründete Erzbischof Ernst in den ehemaligen Stiftsgebäuden in Sadská ein Augustiner-Chorherrenstift. Er war ein Förderer der Augustiner-Chorherren und hatte bereits 1349 die Chorherrenstifte Augustiner-Chorherrenstift Jaromir im Königgrätzer Kreis und – zusammen mit seinen Brüdern Smil und Wilhelm von Pardubitz – das Augustiner-Chorherrenstift Glatz gegründet; 1363 folgte noch das Chorherrenstift Rokitzan.
Das Chorherrenstift Sadská wurde zunächst mit neun Chorherren aus dem Mutterkloster Augustiner-Chorherrenstift Raudnitz besiedelt, von dem es auch die „Raudnitzer Reform“ (Consuetudines Rudnicenses) übernahm. Weil sich die Gründungsurkunde nicht erhalten hat, ist die materielle Ausstattung des Chorherrenstiftes nicht bekannt. Jedenfalls hatte sich das Kollegiatstift geweigert, den gesamten Besitz an das Chorherrenstift zu übergeben. Mit Vertrag vom 29. November 1362 wurden lediglich die Pfarrkirche sowie die Seelsorge mit den jeweiligen Einkünften und Verpflichtungen an die Chorherren übertragen. Dadurch zählte das Chorherrenstift Sadská zu den wirtschaftlich schwächeren Kanonien in Böhmen. Später gelangte (vermutlich durch eine Schenkung) noch das Dorf Opočnice an das Stift.
Erst 1375 trat das Kollegiatstift seine vormaligen Stiftsgebäude und Grundstücke an die Chorherren ab, verlangte jedoch als Entschädigung das Dorf Opočnice. Danach begannen die Chorherren mit dem Bau einer neuen Pfarrkirche, von der nur das Presbyterium fertiggestellt werden konnte. Propst Beneš schloss Gebetsverbrüderungen mit den Chorherrenstiften in Raudnitz, Wittingau (1376), Sternberg (1382) und Prag-Karlshof (1389). Unter Propst Matěj (Matthias) folgte 1414 auch eine Verbrüderung mit dem Fronleichnamsstift in Kazimierz bei Krakau.
In den Hussitenkriegen wurde das Stift Sadská 1420 zerstört. Wegen der drohenden Gefahr waren einige Kanoniker schon vorher nach Schlesien geflohen, wobei sie große Teile der Stiftsbibliothek mitnahmen. Im Exil fanden sie Aufnahme bei den Mitbrüdern im Augustiner-Chorherrenstift Sagan im Herzogtum Sagan und im Breslauer Sandstift. Dort beteiligte sich der Sadskaer Propst Peter an der Visitation des Sandstifts, mit der der damalige Breslauer Generalvikar Peter Nowak von Bischof Konrad von Oels beauftragt wurde. Sie führte zu dem Ergebnis, dass das Sandstift aus der Kongregation von Arrouaise austrat und sich der Raudnitzer Kongregation anschloss.
Um die Mitte des 15. Jahrhunderts erlosch der Konvent des Chorherrenstifts Sadská im Exil. Seine Buchbestände, die sich noch in Breslau befanden, wurden in der zweiten Hälfte des 16. Jahrhunderts von den Raudnitzer Chorherren bei ihrer Rückkehr nach Raudnitz mitgenommen. Dort wurden sie mit den geretteten Buchbeständen des Raudnitzer Stifts zusammengelegt. Mit diesen gelangten sie nach 1818 an das Prager Nationalmuseum.

## Pröpste
- 1362–1395 Beneš / Benedikt
- 1395–1409 Mikuláš / Nikolaus
- 1409–1421 Matěj / Matthias
- 1421–1426 Bohuslav / Bohuslaus
- 1426–1472 Petr / Peter